# Ritratto di vecchio con nipote
Il Ritratto di vecchio con nipote è un dipinto a tempera su tavola (62x46 cm) di Domenico Ghirlandaio, databile al 1490 circa e conservato nel Museo del Louvre a Parigi. Si tratta dell'unico dipinto conosciuto di un importante maestro rinascimentale che presenti il soggetto nonno-nipote.

## Storia
Non è dato conoscere l'identità degli effigiati né le circostanze della commissione del dipinto, che viene datato, in base ad affinità stilistiche, alla fase matura della produzione dell'artista, vicino agli affreschi della Cappella Sassetti e all'Adorazione dei pastori, con la quale condivide lo stile del paesaggio.
Gli evidenti graffi sulla fronte del vecchio (eliminati da un recente restauro ma presenti in numerose riproduzioni fotografiche) vennero procurati, con tutta probabilità, da un chiodo che affiorava in una cassa dove il dipinto venne trasportato a cavallo.
Il dipinto venne acquistato dal museo sul mercato antiquario nel 1880.

## Descrizione e stile
Sullo sfondo di una parete, dove si apre una finestra che dà su un paesaggio montano, un uomo anziano è ritratto a mezzobusto vestito con la tunica rossa bordata di pelliccia di volpe, tipica delle classi agiate del XV secolo. Verso di lui si slancia un fanciullo, probabilmente il nipote, creando un tenero abbraccio tra i due. L'atmosfera familiare e il profondo legame affettivo sono sottolineati anche dal contatto visivo tra i due, che si guardano con serena intensità. La diagonale creata dalle direzioni degli sguardi bilancia perfettamente la composizione con lo squarcio paesistico aperto sulla destra, nel quale si vede una strada sinuosa che si inerpica tra una collina, con una chiesetta, e una montagna che sembra elevarsi da un lago. Lumeggiature dorate danno luce alla vegetazione, mentre in lontananza i rilievi più lontani si perdono nella foschia sfumando in toni azzurrini.
Il ritratto è esemplare della tradizione fiorentina che puntava direttamente alla resa realistica del personaggio. L'uomo infatti è raffigurato anche nei suoi difetti, come l'acne deformante sul naso bitorzoluto (rinofima), la canizie e il neo sporgente, ma nonostante ciò niente intacca il senso di dignità, della sagacia e della saggezza dell'anziano. Straordinaria è la resa dei capelli grigi, così reali da emulare le opere fiamminghe.
Di fattura meno pregiata è il fanciullo, forse opera di aiuti, che possiede comunque un bel disegno del profilo, con l'espressione tipicamente infantile a bocca dischiusa. La luce illumina i due personaggi in maniera complementare, dal centro verso i bordi, con l'uso di tonalità simili che amplificano il legame tra le due generazioni a confronto.
Un disegno preparatorio della testa del vecchio (Ritratto di uomo anziano), già nel Libro de' Disegni, cioè nella la collezione di Giorgio Vasari, è oggi conservato a Stoccolma. In esso l'anziano ha gli occhi chiusi, il che fa supporre che l'uomo fosse morto al tempo della realizzazione dell'opera. La fedeltà alla realtà fa pensare comunque a un ritratto sicuramente destinato alla fruizione privata, essendo privo di ogni retorica ufficiale.